# Еполетова акула каптурова
Еполетова акула каптурова (лат. Hemiscyllium strahani) — акула з роду Еполетова акула родини азійські котячі акули. Інші назви нозогвінейська еполетова акула, сіра килимова акула.

## Опис
Загальна довжина досягає 75 см. Голова коротка, морда округла. Очі невеликі, округлі. Під очима є великі бризкальця. Під ніздрями присутні невеликі товсті вусики. Тулуб подовжений. Має 2 спинних та анальний плавець. Спинні плавці мають однакові розміри, що розташовані близько до хвоста. Анальний плавець розташовано близько від хвостового. Хвіст довгий та тонкий. Хвостовий плавець вузький, нижня лопать не розвинена.
Забарвлення коричневе з білими плямами округлої та подовженої форми. На спині та з боків є невиражені темні смуги серпоподібної форми. На голові присутня пляма у вигляді каптура. звідси походить назва цієї акули.

## Спосіб життя
Тримається біля коралових рифів. зустрічається на глибині від 3 до 18 м. Пересувається за допомогою грудних та черевних плавців. Активна вночі, вдень ховається серед коралів. Живиться морськими черв'яками, молюсками, ракоподібними, дрібною донною рибою.
Статева зрілість у самців настає при розмірі 60 см. Це яйцекладна акула. Немає достатніх відомостей стосовно процесу парування та розмноження.

## Розповсюдження
Мешкає біля східного узбережжя о. Нова Гвінея .